# Josefina Serratosa
Josefina Gaxa Pereira, conocida artísticamente como Josefina Serratosa (n. San Sebastián; 5 de marzo de 1911 - f. Madrid; 14 de diciembre de 1990), fue una actriz española.

## Biografía
Forjada inicialmente en el teatro, comenzó su actividad artística a finales de la década de los treinta y durante más de diez años desarrolló una prolífica carrera sobre los escenarios junto a su marido el también actor José Sepúlveda.
Debutó en el cine en 1952 y a lo largo de dos décadas se consolidó como una notable actriz de reparto, trabajando a las órdenes de algunos de los directores españoles más destacados de la época como Florián Rey, Juan de Orduña, Juan Antonio Bardem, José María Forqué, Fernando Fernán Gómez, Edgar Neville o Pedro Lazaga.
Un físico obeso la llevó a interpretar papeles de mujer sencilla de clase baja.
Finalmente se retiraría de la interpretación en 1971.

## Filmografía (selección)
- Cómicos (1954).
- Marcelino pan y vino (1954).
- El Padre Pitillo (1954).
- Felices Pascuas (1954).
- Esa voz es una mina (1955).
- ¡Aquí hay petróleo! (1955).
- Calle Mayor (1956).
- La vida en un bloc (1956).
- Todos somos necesarios (1956).
- El hombre que viajaba despacito (1957).
- Historias de Madrid (1958).
- La vida por delante (1958).
- Aquellos tiempos del cuplé (1958).
- Llegaron dos hombres (1959).
- Bombas para la paz (1959).
- El baile (1959).
- Mi último tango (1960).
- El vagabundo y la estrella (1960).
- Días de feria (1960).
- El balcón de la luna (1960).
- Marisol rumbo a Río (1963).
- Plaza de Oriente (1963).
- Bienvenido, padre Murray (1964).
- Relevo para un pistolero (1964).
- La chica del gato (1964).
- Tengo 17 años (1964).
- La boda (1964).
- Nueve cartas a Berta (1965).
- Historias de la televisión (1965).
- Las salvajes en Puente San Gil (1966).
- Buenos días, condesita (1966).
- Los que tocan el piano (1968).
- Abuelo Made in Spain (1968).
- El demonio de los celos (1970).